# یاکوب وادلیخ
یاکوب وادلیخ (چکی: Jakub Vadlejch؛ زادهٔ ۱۰ اکتبر ۱۹۹۰) پرتاب‌گر نیزه اهل جمهوری چک است.